# Dumitru Manea (Fußballspieler)
Dumitru Manea (* 7. Dezember 1948 in Cernica; † 31. Mai 2011) war ein rumänischer Fußballspieler.

## Sportlicher Werdegang
Manea rückte 1965 in die Wettkampfmannschaft von Steaua Bukarest auf, für die er bis 1970 in der Divizia A spielte. Nach einem einjährigen Abstecher zum Zweitligisten Metalul Târgoviște in die Divizia B schloss er sich 1972 Sportul Studențesc an. Er bestritt 1976 drei Länderspiele für die rumänische Nationalmannschaft, darunter das Finalrückspiel im November um den Balkan-Cup 1973/76 gegen Bulgarien. Trotz des 3:2-Erfolges beendete die Mannschaft das Turnier nach der 0:1-Auswärtsniederlage aufgrund der Auswärtstorregel lediglich als Zweiter.
Nach dem Ende seiner aktiven Laufbahn 1979, in der er in 196 Ligaspielen fünf Tore erzielt hatte, übernahm Manea Traineraufgaben im Nachwuchsbereich von Sportul Studenţesc. Später trainierte er diverse unterklassige Mannschaften, ehe er als Auswahltrainer verschiedene Juniorenauswahlen des Nationalverbands Federația Română de Fotbal betreute.
Im Frühjahr 2011 starb Manea im Alter von 62 Jahren an den Folgen eines Herzinfarkts. Seine Tochter Oana Manea ist eine erfolgreiche Handballerin, die unter anderem auf Vereinsebene mit CSM Bukarest die EHF Champions League gewann sowie mit der rumänischen Handballnationalmannschaft auf internationalem Parkett reüssierte.